# Acystopteris taiwaniana
Acystopteris taiwaniana là một loài thực vật có mạch trong họ Woodsiaceae. Loài này được (Tagawa) Á. Löve & D. Löve miêu tả khoa học đầu tiên năm 1977.